# 海王星 (鄭宜農專輯)
《海王星》(英語：Neptune)，是台灣獨立創作歌手鄭宜農的首張個人創作專輯，作品於2011年7月8日正式發行。
海王星，距離太陽最遙遠的安靜軌道，水藍色的行星。
它的表面布滿冰層，內部有巨大的能量，這是一顆外冷內熱的美麗行星。

「這是最能代表我的星球。」－鄭宜農

## 收錄曲目
| 曲序     | 曲目             | 时长  |
| -------- | ---------------- | ----- |
| 1.       | 太陽             | 3:14  |
| 2.       | 路               | 4:56  |
| 3.       | 春天             | 2:49  |
| 4.       | 大雨城市         | 5:37  |
| 5.       | 還是會害怕失去你 | 3:58  |
| 6.       | 獨立日           | 4:38  |
| 7.       | 撒唷那拉         | 3:26  |
| 8.       | 別忘了你自己     | 4:20  |
| 9.       | Beautiful Song   | 3:25  |
| 10.      | 城堡             | 4:10  |
| 总时长： | 总时长：         | 40:32 |

## 音樂錄影帶
| 歌名             | 導演   | 首播日期       | 備註                                    |
| 大雨城市         | 張一佐 | 2011年6月22日  |                                         |
| 城堡             | 李中   | 2011年7月9日   |                                         |
| 還是會害怕失去你 | 鄭宜農 | 2011年11月21日 | 演員莫子儀、陸奕靜、導演鄭文堂 特別演出 |